# Erik Mobärg
Erik Mobärg, né le 23 juin 1997, est un skieur acrobatique suédois spécialisé dans les épreuves de skicross. Il est le frère de David Mobärg pratiquant la même discipline.

## Palmarès

### Championnats du monde
| Épreuve / Édition | Sierra Nevada 2017 | Idre Fjäll 2021 | Bakuriani 2023 |
| Skicross          | 29e                | Bronze          | Bronze         |

### Coupe du monde
- 8 podiums en skicross dont 2 victoires.

#### Détails des victoires
| Épreuve / Édition | Ski Cross         |
| ----------------- | ----------------- |
| 2023-2024         | Alleghe Reiteralm |